# جيسي و جوي
جيسي وجوي (بالإسبانية: Jessy & Joy) هما ثنائي موسيقى ريغيتون وبوب في الأصل من المكسيك، تم تشكيلهما في 2005 من قبل الأخوين جيسي (1982)  وجوي هويرتا أويكي (1986) في مكسيكو سيتي.  أصدر الثنائي ستة ألبومات استوديو وألبومين مباشرين وألبوم واحد على Warner Music Latina . كما قام بجولة دولية وفاز بجائزة جرامي لأفضل ألبوم لاتيني وخمس جوائز جرامي لاتينية في فئات مختلفة.
كتبت لاتين تايمز : «ربما يكون جيسي وجوي من أنقى الفنانين وأكثرهم موهبة في جيلنا».